# Mammalia (tijdschrift)
Mammalia (ISSN 0024-0672) is een oorspronkelijk Frans wetenschappelijk tijdschrift over zoogdieren. Het werd in 1936 voor het eerst uitgegeven als een publicatie van het Muséum national d'histoire naturelle in Parijs. Inmiddels is de publicatie overgenomen door Walter de Gruyter te Berlijn en New York.
Mammalia was aanvankelijk Franstalig, maar publiceert tegenwoordig alleen nog Engelstalige artikelen. Het publiceert onderzoek over allerlei aspecten van de mammalogie, maar met een focus op ecologie. Het tijdschrift verschijnt driemaandelijks; elk exemplaar bevat ongeveer 400 pagina's.